# Un mois à la campagne
Pour les articles homonymes, voir Un mois à la campagne (film).

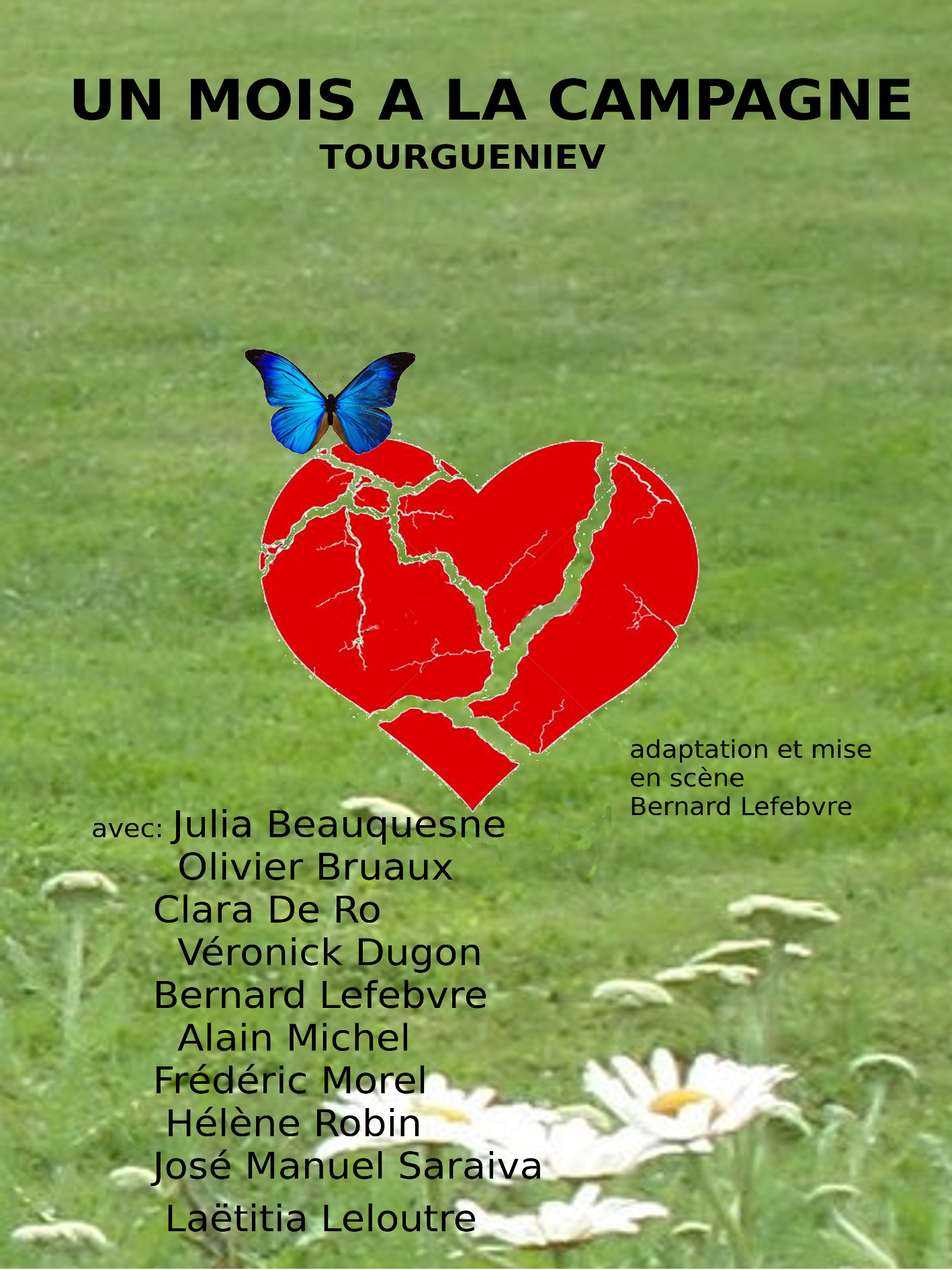
Affiche du spectacle Un mois à la campagne mis en scène par Bernard Lefebvre au Théâtre du Nord-Ouest à Paris.

Un mois à la campagne (Месяц в деревне) est une pièce d'Ivan Tourgueniev écrite entre 1848 et 1850, sous le titre original L'étudiant en référence au personnage du jeune tuteur Belyaev. Elle fut écrite en France et publiée finalement sous le titre de Deux femmes en 1855. Il faudra attendre 1872 pour que la pièce soit créée à Moscou. Elle connait le succès en 1879 à Saint-Pétersbourg.
C'est la pièce la plus célèbre de Tourgueniev, qui « repose sur les méandres les plus subtils de l'expérience amoureuse », notait Stanislavski.
C'est une comédie de mœurs, avec des aspects sociaux, historiques et psychologiques; elle est moderne par l'usage de l'expression symbolique et du monologue intérieur des personnages.
Elle a été jouée en particulier par Ingrid Bergman dans les années 1960 et Isabelle Huppert dans les années 1980.

## Personnages
- Arkadi Sergueïevitch Islaïev, riche propriétaire, 36 ans
- Natalia Petrovna, sa femme, 29 ans
- Kolia, leur fils, 10 ans
- Vera Alexandrovna (Verotchka), pupille de Natalia, 17 ans
- Anna Semionovna Islaïeva, mère d'Arkadi, 58 ans
- Lizaveta Bogdanovna, une amie, 37 ans
- Adam Ivanovitch Schaaf, tuteur, 45 ans
- Mikhaïl Alexandrovitch Rakitine, un ami de la famille, 30 ans
- Alexeï Nikolaïevitch Belyaev, étudiant, tuteur de Kolia, 21 ans
- Afanassi Ivanovitch Bolchintsov, un voisin, 48 ans
- Ignati Ilitch Chpigelski, un docteur, 40 ans
- Matveï, un serviteur, 40 ans
- Katia, une servante, 20 ans

## Intrigue
Femme ravissante, Natalia Petrovna aura bientôt trente ans et s'ennuie auprès de son mari qui ne lui accorde qu'une attention distraite. Elle aspire sans trop le savoir à vivre une passion amoureuse qui la dégagerait de la morosité de son quotidien.
Un jeune étudiant, Alexeï Nikolaïevitch Belyaev, engagé comme précepteur du fils de Natalia, s'installe dans la maison. Inconscient de son charme naturel, il fait battre le cœur de Vera, la jeune pupille de Natalia qui éprouve en la compagnie d'Alexis les émois d'un premier et pur amour. Sans en être jalouse, Natalia est troublée par cet amour sincère qu'elle voit se développer entre les deux jeunes gens. Mal connue de sa propre volonté, une force irrépressible la pousse à ravir le bel Alexeï à Vera. Avec une sincérité non feinte et un calme qui la convainc elle-même qu'elle agit pour le bien de tous, elle incite Vera à épouser un prétendant vieux, riche et malade qui assurerait à la toute jeune fille désargentée à la fois fortune et belle position dans le monde. Cette tentative vaine, elle ne s'aperçoit qu'après-coup en son for intérieur, et avec surprise, qu'elle n'avait pour but que d'écarter une rivale. Pour se décharger de ses remords, elle confesse sans calcul sa faute au bel Alexeï qui, au lieu d'en être choqué, est séduit par tant de sincérité. Dès lors, la situation s'envenime.
Vera, blessée par l'attitude d'Alexeï, annonce qu'elle épousera le vieux soupirant. Le mari de Natalia croit à tort que c'est Rakitine qui courtise sa femme. Enfin, Alexeï, bouleversé dans ses sentiments et dépassé par le désordre qu'il a causé, décide de remettre sa démission. Ainsi prend fin son mois à la campagne.

## Édition française
- Ivan Tourgueniev, Théâtre complet, tome 2, traduit par Georges Daniel, L'Arche, Paris, 1964.

## Adaptations
Au théâtre
- 1963 : Un mois à la campagne, mise en scène et adaptation d'André Barsacq, avec Élisabeth Alain, André Boucry, Richard Darbois, Nina Douchka, décors et costumes Jacques Dupont, Théâtre de l'Atelier[2],[3]
- 1989 : Un mois à la campagne, mis en scène par Bernard Murat, avec Isabelle Huppert, François Marthouret et Claude Evrard au Théâtre Edouard VII
- 2019 : Un mois à la campagne, mis en scène par Bernard Lefebvre, avec Hélène Robin, Bernard Lefebvre et Olivier Bruaux au Théâtre du Nord-Ouest[4] et au festival Théâtres de Bourbon 2020[5]

Au cinéma
- 1943 : Secrets, film français de Pierre Blanchar, d'après Un mois à la campagne, avec Pierre Blanchar, Marie Déa et Jacques Dumesnil
- 2014: Two Women (Две женщины), d'après Un mois à la campagne, film russe et français de Vera Glagoleva, avec Ralph Fiennes et Sylvie Testud

À la télévision
- 1959 : A Month in the Country, téléfilm américain de Marc Daniels, avec Uta Hagen, Luther Adler et Alexander Scourby
- 1960 : Ein Monat auf dem Lande, téléfilm allemand de Robert Freitag, avec Maria Becker, Robert Freitag et Moje Forbach
- 1966 : Un mois à la campagne, téléfilm français d'André Barsacq, avec Delphine Seyrig, Jacques François, Olivier Hussenot et Nina Douchka
- 1976 : Un mois à la campagne, téléfilm français de Pierre Sabbagh, avec Emmanuelle Riva, Pierre Michaël et Jean Meyer
- 1978 : A Month in the Country, téléfilm britannique de Quentin Lawrence, avec Susannah York, Ian McShane et Michael Wells
- 1978 : Un mois à la campagne, téléthéâtre québécois de Richard Martin, production Radio-Canada, avec Dyne Mousso et Daniel Gadouas